# Koko (gorilla)
Hanabi-kó "Koko" (1971. július 4. – 2018. június 19.) nőstény nyugati síkvidéki gorilla, mely arról vált híressé, hogy számos jelnyelvi kézjelet megtanult az amerikai jelnyelv (ASL) módosított változatából.

## Élete
Oktatója és gondozója, Francine Patterson szerint Koko több mint ezer kézjelet ismert a Patterson által „gorilla jelnyelvnek” (Gorilla Sign Language – GSL) nevezett nyelvből. Más hasonló, emberszabásúakkal végzett kísérletekkel ellentétben Kokót már fiatal korától kezdve megismertették a beszélt angol nyelvvel. Beszámolók alapján Koko az angol nyelv beszélt változatából mintegy kétezer szót értett meg a jelnyelvi jelek mellett. Koko életének és tanulási folyamatának részleteit Patterson és munkatársai könyvekben, tudományos cikkekben, illetve egy weboldalon tették közzé.
Az emberszabásúakkal végzett más nyelvi kísérletekhez hasonlóan Koko nyelvtudásának minőségét is vitatták. Összességében a tudósok abban egyetértettek, hogy a gorilla nem használ szintaxist és nyelvtant, illetve hogy nyelvhasználata egy emberi gyermek szintjén van.
Koko a San Franciscó-i állatkertben született és élete nagy részét a kaliforniai Woodside-ban töltötte egy rezervátumban. Eredeti neve – Hanabi-kó (花火子), szó szerinti fordításban „tűzijátékgyermek” – utalás Koko születésnapjára, mely július 4-re esik. Koko akkor kapott nagy médianyilvánosságot, amikor háziállatként örökbe fogadott egy kismacskát. 
A gorilla 2018. június 19-én, negyvenhat éves korában pusztult el.

## Fordítás
- Ez a szócikk részben vagy egészben  a   Koko (gorilla) című angol Wikipédia-szócikk fordításán alapul.  Az eredeti cikk szerkesztőit annak laptörténete sorolja fel. Ez a jelzés csupán a megfogalmazás eredetét és a szerzői jogokat jelzi, nem szolgál a cikkben szereplő információk forrásmegjelöléseként.